# Ислам в Сан-Томе и Принсипи
Ислам в Сан-Томе и Принсипи — одна из религий, которую исповедуют граждане этой страны. С момента обретения независимости до 1990 года ислам был запрещён на территории Сан-Томе и Принсипи, но после того как страна стала на путь демократизации, была объявлена свобода вероисповедания. После этого ислам получил возможность развития на островах. Мусульманская община небольшая, но динамично развивающаяся. Ислам исповедует по разным данным от 1 до 3,5 % населения страны.

## История
21 декабря 1471 года португальские мореплаватели открыли в Гвинейском заливе близ экватора необитаемый остров, названный ими Сан-Томе. 17 января 1472 года ими был открыт соседний необитаемый остров, получивший в 1502 году название Принсипи. Успешное заселение острова Сан-Томе началось в 1493 году, когда Алвару ди Каминья получил остров как лен от короля Жуана II. Сан-Томе и Принсипи на протяжении многих лет были колонией Португалии, которая распространила на острове католичество. Христианство было объявлено государственной религией, а ислам был запрещён. Ислам начал проникать в страну в конце XX века после того, как в 1990 году страна стала на путь демократизации и была объявлена религиозная свобода. За последние десять лет приток мигрантов из Камеруна и Нигерии привёл к увеличению мусульманской общины. Количество мусульман увеличилось благодаря покровительству исламу политика, генерального секретаря партии Независимое демократическое действие Патрис Эмери Тровоада. Сам Тровоада принял ислам в 1984 году в Париже под влиянием Омара Бонго, сына бывшего президента Габона Али Бонго.

## Современное положение
Большинство населения Сан-Томе и Принсипи исповедует христианство, из них около 55,7 % — католицизм. Количество мусульман незначительно: в Сан-Томе и Принсипи по разным данным от 1000 до 5500 мусульман, что составляет согласно различным источникам 1 %, 2 %, 3 % или 3,5 % населения страны. В основном это мигранты из Нигерии и Камеруна. На острове существует одна суннитская мечеть, глава религиозной общины острова шейх Аль-Вакур Хассан. Глава Исламской ассоциации Сан-Томе и Принсипи Эль-Хадж Муамед Лима.
Мусульманская община Ахмадие, возглавляемая миссионером Абдуллой Родригесом (Амри), имеет около сотни сторонников и проводит свои собрания и конференции на островах. Штаб-квартира общины Ахмадие находится в деревне даз-Алмас в округе Ми-Сочи.
Правительство Саудовской Аравии и Ливии оказывает поддержку мусульманской общине Сан-Томе и Принсипи. Студенты из Сан-Томе и Принсипи обучаются исламской теологии и шариату в учебных заведениях Саудовской Аравии.